# Histoire de la Suisse pendant la Seconde Guerre mondiale

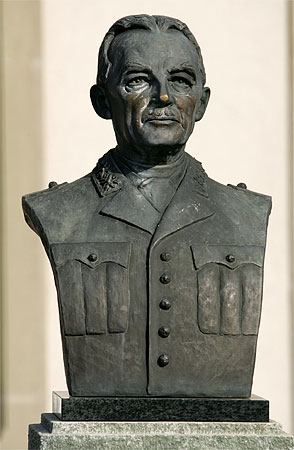
Buste du général Henri Guisan à Avenches.

Pour des articles plus généraux, voir Histoire de la Suisse depuis 1914, Seconde Guerre mondiale et Opération Tannenbaum.
L'histoire de la Suisse pendant la Seconde Guerre mondiale a lieu de manière indirecte. La Suisse n'a pas été occupée pendant la Seconde Guerre mondiale ni par les membres de l'Axe ni par les Alliés, malgré le haut risque d'une invasion le 24 juin 1940 par l'Allemagne nazie, qui planifia l'opération Tannenbaum, un projet d'invasion auquel l'Italie fasciste, maintenant belligérante, aurait participé. La situation enclavée de la Suisse au cœur de pays belligérants n'a pas épargné son économie et sa société qui ont été fortement affectées par la guerre. Par la suite, la Suisse fut remerciée et appréciée par ses voisins pour avoir accueilli des réfugiés et aidé la résistance ainsi que les services de renseignements. Cependant, le gouvernement tentera de préserver l'image de neutralité du pays, mais les puissances victorieuses d'après guerre accuseront la Suisse de collaboration avec les Nazis (particulièrement sur des transactions d'or provenant des puissances de l'Axe) dès les années 1990 en raison du rapport de la commission Bergier.

## Contexte d'avant-guerre
La lassitude engendrée par la Première Guerre mondiale entraîna en Suisse ainsi que dans toute l'Europe un puissant mouvement pacifiste et antimilitariste, particulièrement représenté par les mouvements de gauche. En 1921, 55,8 % des appelés sont considérés comme aptes au service, le niveau le plus bas jamais atteint. En 1923, une pétition pour l'introduction du service civil recueillit 39 000 signatures et en 1927, le Parlement suisse décide de geler les dépenses militaires à 85 millions par année, en particulier les travaux entrepris dans les différents forts du pays. L'attitude générale de la population face à un nouveau conflit armé ainsi que les différentes mesures entreprises envers l'Armée suisse confèrent à celle-ci, au début des années 1930, une structure et une organisation quasi identiques à celle qu'elle connut en 1914-1918. Elle se caractérisait par une armée d'infanterie dont la mobilité repose essentiellement sur les chevaux (un pour cinq hommes), marquée par la quasi-inexistence de véhicules à moteur, sans couverture aérienne ni protection antiaérienne sérieuse.
La montée du national-socialisme et du fascisme chez les pays voisins ont permis un virage, entre autres, des idées politiques de Rudolf Minger, conseiller fédéral et fin orateur. Grâce au ralliement progressif du Parti socialiste au programme de défense nationale, les chambres fédérales accordent une série de crédits à l'armée d'un budget total de près de 800 millions de francs entre 1935 et 1939. Ce changement fait tomber la tension politique intérieure et relance  l'économie, largement grâce à l'industrie militaire, permettant au pays d'opérer sur des bases plus fermes. L'armée allait également connaître une profonde mutation sur les plans matériel et opérationnel.
- Sur le plan matériel, l'armée se dota d'une nouvelle aviation comprenant une série de Dewoitine D-27 et de Fokker C.V et l'infanterie de différentes armes lourdes, comme le Lance-mines 8,1 cm 1933 et le canon d'infanterie de 4,5 cm destiné à lutter contre les chars. De son côté, l'artillerie se modernisa en remplaçant les canons de montagne 1906 par des canons Bofors 10,5 cm et 12 cm et 24 blindés « Praga » de Škoda furent achetés. En 1939, l'armée consolide son aviation et acquiert alors une série de 89 chasseurs Messerschmitt Me-109 E-3 « Emil » puis dès 1940 une série de 74 D-3800 Morane-Saulnier. Néanmoins, privée d’une part importante des moyens qu’elle avait commandés, en raison de retards de livraison ou d’achats trop tardifs, l'aviation suisse, à la veille du conflit, ne disposait que de 86 chasseurs et de 121 appareils de reconnaissance et d’appui aérien (56 Dewoitine D-27, 28 Me 109E et 10 Me 109D, 60 Fokker CV et 78 K+W C-35)[2].

- Sur le plan opérationnel, le bureau des fortifications, dissous en 1921, est réactivé en 1935 et lance en 1936 la réalisation de fortins et renforcements de terrain dans le nord du pays[3].

En parallèle, une nouvelle loi fédérale augmente la durée de l'école de recrues de 67 à 90 jours en 1935 puis à 118 en 1939. En 1938, la structure de l'armée est modifiée et se compose de trois corps, avec neuf divisions, dont trois de montagne, plus trois brigades de montagne. On instaura également des troupes de couverture frontière, ainsi qu'une troupe permanente de professionnels disposant d'une escadrille de surveillance. Dès le 30 août 1939 les pleins pouvoirs furent accordés au Conseil fédéral.
Si l'Armée suisse pouvait ainsi, à la veille de la guerre, faire figure honorable dans différents domaines, notamment celui de l'aviation, lui manquaient encore des moyens de transmission et de guidage, des chasseurs de nuit et des projecteurs. Par ailleurs, le pays ne possédait que trente chars blindés.

## Chronologie

### Première mobilisation et guerre de position

Mobilisation générale, le 1er septembre 1939.

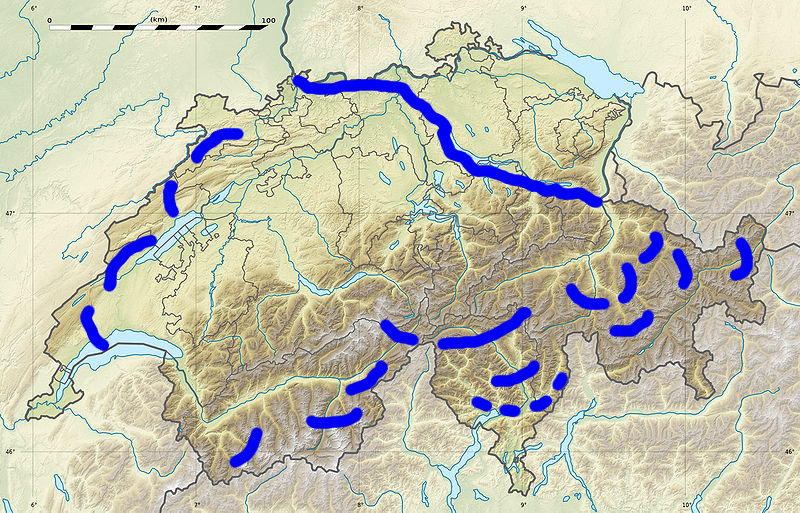
« Dispositif Limmat » au 22 janvier 1940.

Dès le déclenchement de la Seconde Guerre mondiale confirmé, l'Assemblée fédérale élit le colonel vaudois Henri Guisan au titre de général de l'Armée suisse avant d'adresser, comme de coutume, une déclaration officielle de neutralité aux puissances belligérantes.

La mobilisation de l'armée s'effectue sans grande difficulté entre le 3 et le 5 septembre 1939, sans que les dirigeants militaires n'aient encore arrêté de plan opérationnel. Une ligne de défense est mise en place le long de la Limmat où trois corps d'armée avec sept divisions et une brigade de montagne assuraient la protection du pays de l'est de Bâle jusqu'à Sargans. Ce dispositif (« dispositif Limmat ») partait de l'hypothèse que la France ne tenterait rien contre la Suisse pour prendre l'Allemagne par surprise, cette-dernière étant occupée en Pologne et n'ayant laissé à la frontière franco-allemande que de faibles forces, permettant à la France de passer à l'offensive sur n'importe quel point du front. D'autre part une convention militaire secrète avait été passée avec la France en 1939. Celle-ci tomba aux mains des Allemands en 1940.

Par la suite, devant le peu d'action sur le front franco-germanique, les effectifs mobilisés sont progressivement réduits afin de libérer des hommes pour l'agriculture et l'industrie.
Cette période de près de huit mois, où la France et l'Allemagne s'observent mutuellement, sera bénéfique à la Suisse, lui permettant notamment de pousser l'entraînement des hommes, la formation des officiers et d'accélérer la production du matériel, bien que celui-ci ne parvînt aux troupes que plus tard, après la victoire allemande en France. Ce sera finalement dans le domaine de la fortification de campagne que la progression durant cette période sera la plus significative. Si en juin 1939, 132 ouvrages d'infanterie étaient terminés, on en dénombra 207 en octobre 1939 puis 249 en mai 1940. Parallèlement 1150 ouvrages allaient être minés, le tout étant destiné à couvrir, pendant 4 à 6 jours, une éventuelle mobilisation des troupes.
Un autre fait notable de cette période concerne les négociations entreprises par la Suisse pour définir une coopération militaire avec la France et la Grande-Bretagne dans le cas où le Troisième Reich attaquerait la Suisse. Si des contacts avaient déjà été entrepris avant la guerre, ils ne se sont qu'intensifiés durant cette période critique. Ainsi, le chef de l'état-major du Général, le major EMG Barbey, fit plusieurs voyages en France pour y rencontrer son homologue, le lieutenant-colonel Garteiser, qui à son tour se rendit en Suisse en novembre 1939 afin d'inspecter la zone prévue pour la jonction des deux armées. Si un plan stratégique semble avoir été établi, il tombera par la suite entre les mains des Allemands lors de la débâcle française de 1940 et sera par la suite utilisé par eux comme moyen de pression.
Haut commandement de l'armée lors de la première mobilisation
| Unité                             | Commandant                            | Zone                               |
| --------------------------------- | ------------------------------------- | ---------------------------------- |
| 1er corps d'armée                 | Colonel Commandant de Corps Lardelli  | Ouest et Sud-Ouest                 |
| 1re Division                      | Colonel-divisionnaire Combe           | Vaud                               |
| 2e Division                       | Colonel-divisionnaire Borel           | Bieler und Neuenburger Jura        |
| 3e Division                       | Colonel-divisionnaire von Graffenried | Bern / Murten                      |
| 8e Division                       | Colonel-divisionnaire Gübel           | Wiggertal                          |
| 9e Division                       | Colonel-divisionnaire Tissot          | Gotthard                           |
| 1re Leichte Brigade               | Oberst Charrière                      | Morges Jura                        |
| 2e Leichte Brigade                | Oberst Koller                         | Freibergen                         |
| 10e Gebirgsbrigade                | Oberstbrigadier Schwarz               | unterer Lauf der Rhone und Dranses |
| 11e Gebirgsbrigade                | Oberstbrigadier Bühler                | Simplon (oberes Rhonetal)          |
|                                   |                                       |                                    |
| 2e corps d'armée                  | Colonel Commandant de Corps Prisi     | Nord                               |
| 4e Division                       | Colonel-divisionnaire Scherz          | Solothurner Jura                   |
| 5e Division                       | Colonel-divisionnaire Bircher         | Aargau / Fricktal                  |
|                                   |                                       |                                    |
| 3e corps d'armée                  | Colonel Commandant de Corps Miescher  | Est et Nord-Est                    |
| 6e Division                       | Colonel-divisionnaire Constam         | Zurich / Winterthur                |
| 7e Division                       | Colonel-divisionnaire Flückiger       | Toggenburg                         |
| 3e Leichte Brigade                | Oberst Wirth                          | Frauenfeld                         |
| 12e Gebirgsbrigade                | Oberstbrigadier Hold                  | Grisons                            |
| Festung Sargans                   | Oberstbrigadier Gubler                | Sargans                            |
|                                   |                                       |                                    |
| Aviation et Défense anti-aérienne | Oberstdivisionär Bandi                |                                    |
| Sources :                         |                                       |                                    |

### Seconde mobilisation et défaite de la France

La Suisse est presque totalement encerclée après l'armistice franco-allemand de 1940.

Lorsque la drôle de guerre s'achève le 10 mai 1940 pour laisser place à la bataille de France, avec l'invasion allemande des Pays-Bas, du Luxembourg et de la Belgique, une seconde mobilisation générale, appelant 700 000 hommes sous les armes dont 450 000 troupes combattantes, est ordonnée le lendemain du 11 mai pour protéger la région du Jura entre Genève et Bâle. Dans la soirée du 11, des bruits, répandus par les civils mais également par quelques militaires de haut rang, firent état d'une attaque imminente, créant dans le pays un effet de panique. En réalité, les Allemands avaient décidé, avant d'attaquer à l'ouest, de mettre sur pied une manœuvre d'intoxication destinée à faire croire à l'état-major français qu'ils porteraient leur effort sur la Suisse espérant créer une brèche au travers de la ligne Maginot.
À la suite de la percée allemande, 43 000 hommes du 45e corps français (29 700 Français ainsi que 12 000 Polonais de détachements belges et anglais) qui tenaient la place de Belfort seront acculés contre la frontière suisse puis internés le 19 juin avant d'être rapatriés en janvier 1941. 

Le 19 juin, les troupes allemandes découvrent à la Charité-sur-Loire un train abandonné transportant les archives secrètes du Grand Quartier général français comprenant, entre autres, la convention militaire française, secrète, avec la Suisse.

Après l'entrée en guerre de l’Italie contre la France et la Grande-Bretagne le 10 juin 1940 et l'armistice signé par la France le 22 juin 1940, la Suisse se retrouve cernée par les forces de l'Axe conduisant le moral des troupes et de la population au plus bas.

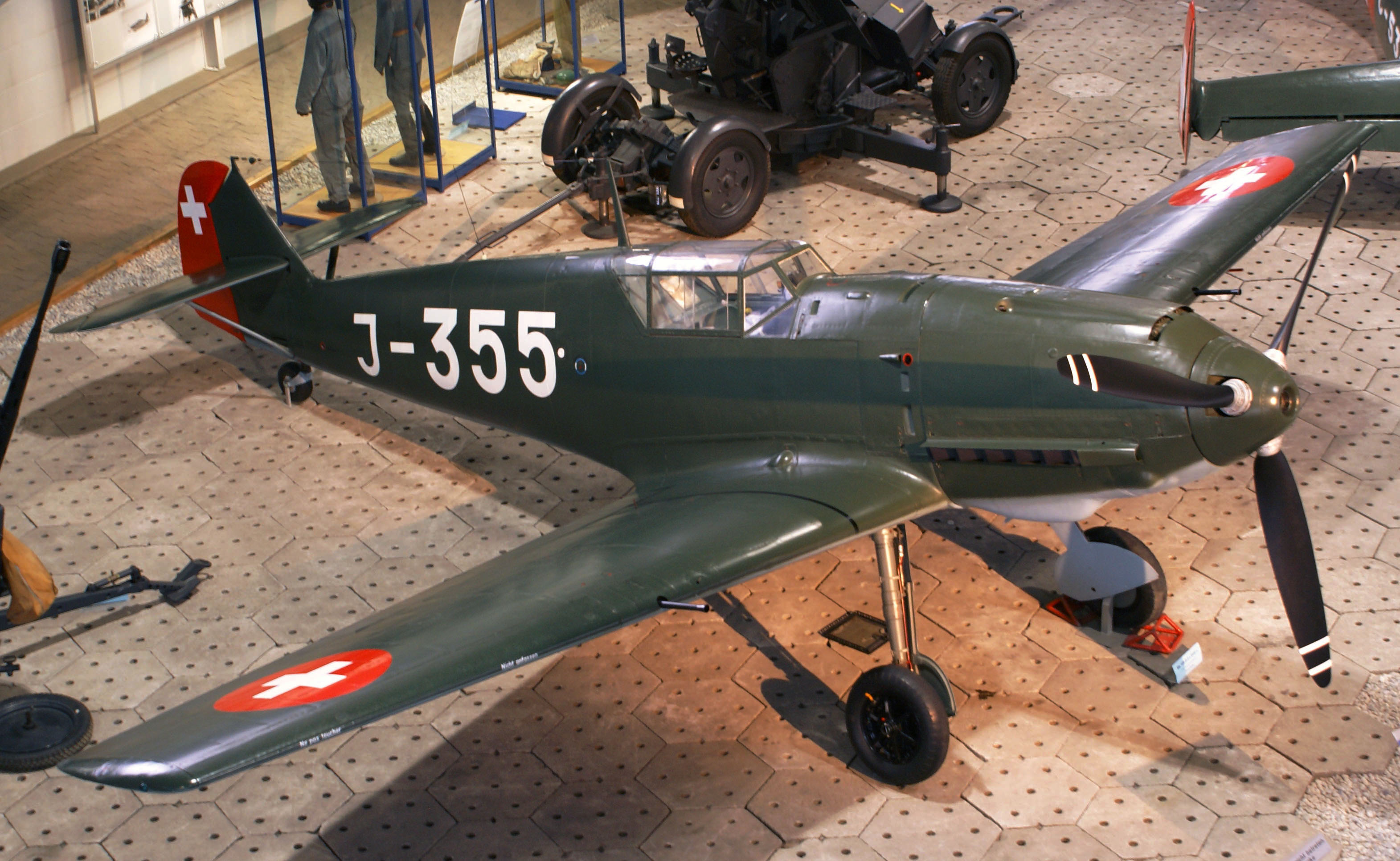
Messerschmitt Bf 109-E3 de l'Armée suisse.

Si l'arrivée des Allemands à la frontière ne donna lieu à aucun incident, il n'en fut pas de même dans l'espace aérien. Alors que la France était sous les feux allemands, l'Allemagne souhaite profiter de la faiblesse de la défense anti-aérienne et de la chasse française de Lyon et Saint-Étienne en empruntant un couloir aérien au travers de la Suisse. Les engagements allemands dans cette optique amèneront à de véritables conflits aériens avec les aviateurs suisses, en dépit de l'interdiction faite par Berlin, dont le 4 juin marquera l'apogée des affrontements. À cette date, Göring souhaitant donner une correction à la Suisse, engagea une trentaine de Me 110 qui entrèrent en conflit avec des Me 109E suisses au-dessus de La Chaux-de-Fonds. Face à la détermination des pilotes suisses, pourtant en infériorité numérique, les Allemands abandonnèrent l'engagement après avoir essuyé plusieurs pertes. De retour à Berlin, la nouvelle parvint jusqu'à Hitler qui mit alors sous pression le gouvernement helvétique, face à une éventuelle invasion du pays.

### Menace allemande

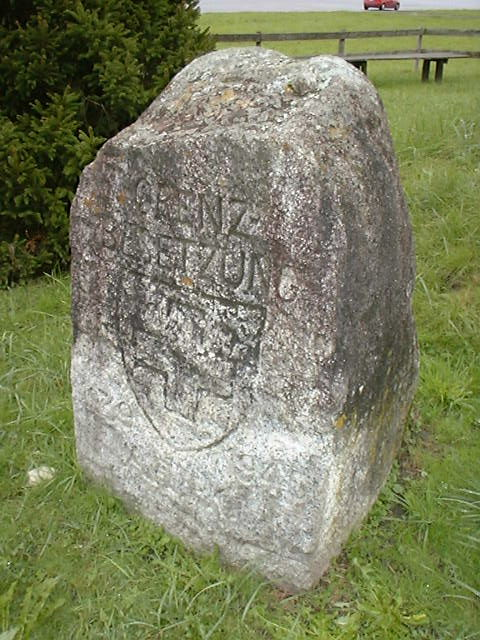
Borne frontière érigée pendant la Seconde Guerre mondiale au centre exact du pays.

Face aux menaces de Berlin sur la violation de l'espace aérien suisse par la Luftwaffe, le général Guisan ordonna le 20 juin 1940 la cessation des combats aériens dans tout l'espace aérien suisse. La tension diplomatique entre les deux pays allait néanmoins conduire à des prises de position rigoureuses.
Du côté de l'Allemagne nazie, conformément à sa doctrine raciste, pan-germaniste et antidémocratique de l'Ordre Nouveau, plusieurs plans d'invasion de la Suisse furent préparés à l'état-major, en particulier l'opération Tannenbaum, mais l'exécution fut suspendue à défaut d'être prioritisée. Du côté de la Suisse, on se rendit compte qu'il devint urgent de développer une politique de défense et d'autosuffisance envers le danger principal que représentait alors l'Allemagne.
Ainsi, le 25 juin 1940, le président de la Confédération, dans un discours radiodiffusé, promet aux Suisses du travail à tout prix et quoi qu'il en coûte. Or pour faire tourner ses usines, le pays importe 5 000 wagons de fer et 30 000 wagons de charbon, surtout en provenance d'Allemagne. Face aux relations diplomatiques difficiles entre Berne et Berlin, la Suisse met en place un plan d'approvisionnement. Rien que dans le canton du Valais, on ouvre ou remet en activité vingt-et-une mines.
À partir de septembre 1940, des Gardes locales (GL) sont incorporées dans les complémentaires de l'armée. Celles-ci avaient pour mission de rassurer la population de l'arrière pays, face à la menace de sabotages, des parachutistes ou d'éventuels détachements motorisés qui auraient percé le front. Si l'obligation de servir dans la GL cessait à 60 ans, beaucoup restaient néanmoins par la suite comme volontaires, remontant ainsi le moral des troupes aux frontières. Son effectif atteignit 127 563 hommes en 1941 puis se stabilisa aux alentours de 115 000.
Les plans d'invasion de la Suisse furent définitivement abandonnés en suite du débarquement allié en 1944.

### Réduit national
Le 12 juillet 1940, le général Guisan écrit au chef du Département militaire fédéral pour lui faire part de ses décisions devant la situation : il préconise un échelonnement de la protection en profondeur, basé sur trois niveaux de protection principaux ; le premier niveau consiste à maintenir des troupes aux frontières, le second niveau à barrer les axes de pénétration du pays alors que le dernier niveau, celui des troupes de position dans les Alpes, doit tenir « sans esprit de recul ». Il réintroduit là l'idée de réduit national, qu'il présente en particulier à ses officiers supérieurs réunis le 25 juillet 1940 lors du rapport du Grütli. Dès le début du mois d'août, un tournus (système de rotation, en français de Suisse) est mis en place entre les troupes assurant une mobilisation de 120 000 hommes.
Le réduit national est centré sur le massif du Saint-Gothard contrôlant les cols ouvrant le passage entre le nord et le sud des Alpes. Il s'articule autour de trois éléments essentiels, à savoir les fortifications présentes dans le massif du Saint-Gothard, les forts de Saint-Maurice donnant accès à l'Italie par les cols du Grand-Saint-Bernard et du Simplon, et les fortifications de Sargans protégeant la route vers le massif du Saint-Gothard par la vallée du Rhin. Les différents accès au réduit national sont aussi protégés : le lac de Thoune, le lac des Quatre-Cantons, le Col du Jaun et le Pays-d'Enhaut au nord, le lac Majeur et Bellinzone au sud et les cols de la Furka et de Oberalp pour l'axe ouest-est.
Au sujet du rôle joué par ces fortifications pendant la guerre, le chef de l'état-major général écrit dans un rapport daté de 1945 : « Je suis persuadé qu'à partir de 1943, nos fortifications jouèrent dans les plans allemands un rôle appréciable et il est vraisemblable qu'elles ont contribué dans une certaine mesure à écarter une attaque de la Suisse ». Si le plan d'attaque conjoint de l'Allemagne et de l'Italie, baptisé « opération Tannenbaum », ne semble jamais avoir été envisagé très sérieusement par les autorités allemandes, Klaus Urner et Georges-André Chevallaz évoquent de réels projets allemands relatifs à une attaque de la Suisse. Klaus Urner cite un document allemand d'août 1940, précisant les difficultés d'une attaque liées au relief et aux fortifications des Alpes, alors que Georges-André Chevallaz fait mention d'un document allemand datant de mai 1941, parlant des « directives de l'État-major (allemand) pour les opérations contre la Suisse ».

### Nouvelle menace d'invasion allemande (mars 1943)

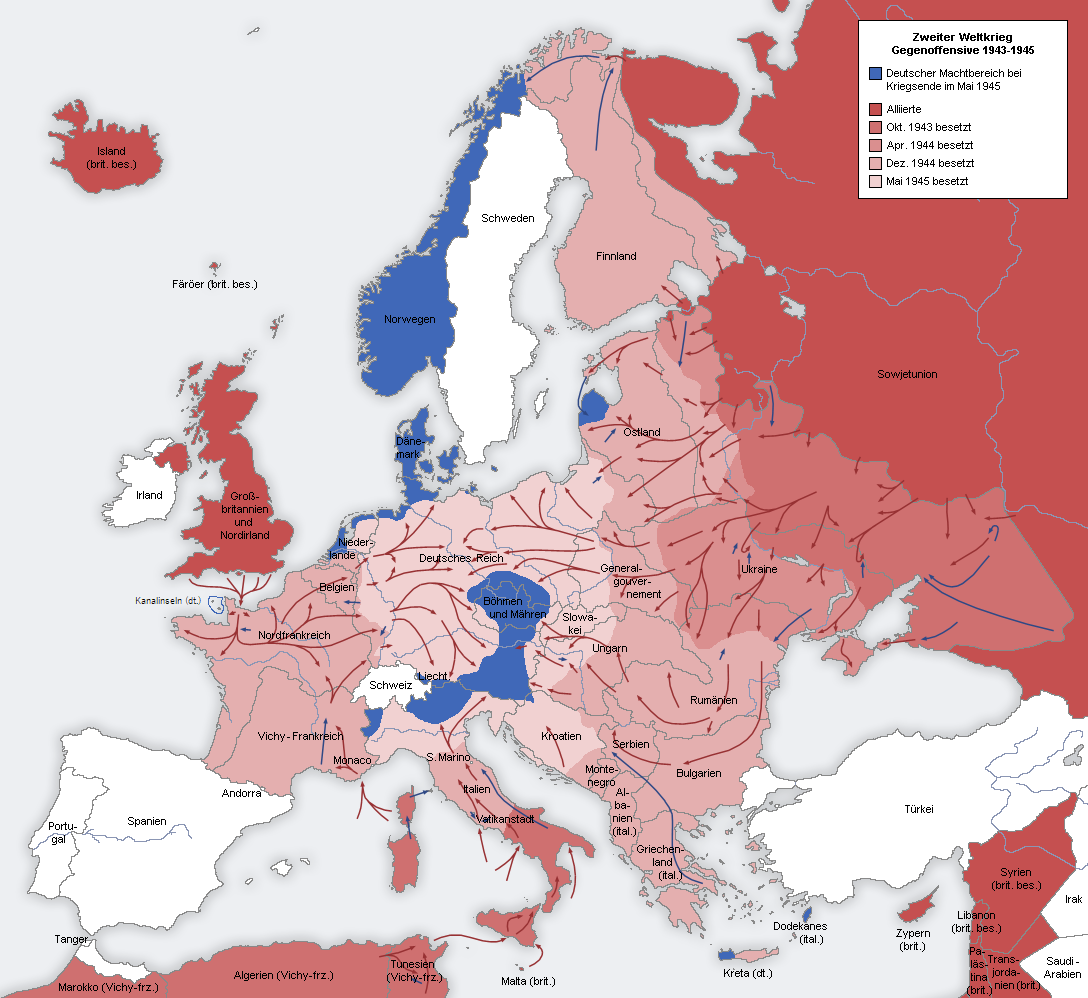
La libération progressive des territoires contrôlés par le IIIe Reich, de 1943 à 1945.

Alors que l'Allemagne essuie sa première défaite à Stalingrad en 1943, la probabilité d'un débarquement des Alliés en Italie se fait de plus en plus sentir. À cet effet, le Standartenführer (colonel) SS Schellenberg, obtient le 3 mars 1943 une entrevue secrète avec le général Guisan, dans une auberge de Bingen. L'objectif de cette rencontre visait à obtenir du général l'assurance que si les Alliés, qui allaient probablement débarquer en Italie, tentaient de monter une opération à travers la Suisse, celle-ci s'y opposerait alors farouchement. La lettre manuscrite appuyant cet accord fut transmise au général SS le week-end du 6-7 mars à Arosa.
Le 18 mars 1943, le service de renseignement suisse informa qu'une action de l'Allemagne contre la Suisse était probablement attendue avant le 6 avril 1943. L'état major prit l'avertissement au sérieux et ordonna différentes mesures avant que la « ligne Viking » n'informât le 22 mars que la décision d'invasion était tombée au quartier général du Führer. Si l'avertissement semble être le produit d'une manœuvre d'intoxication, elle met néanmoins en évidence l'importance stratégique de la situation de la Suisse face à un débarquement allié imminent en Italie

### Menaces et afflux de réfugiés à la frontière italienne (juillet 1943 - avril 1945)

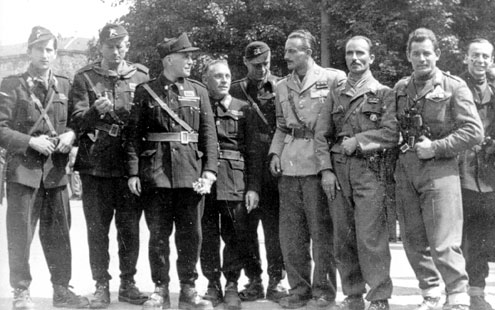
Partisans italiens du Val d'Ossola réfugiés en Suisse après la défaite de la République partisane en octobre 1944.

À la suite de l'ouverture de la Campagne d'Italie, débutée en juillet 1943, l'Allemagne doit déployer ses troupes au Sud pour parer l'avancée des Alliés le long de la péninsule. La Suisse se retrouve alors dans une nouvelle configuration stratégique où l'Allemagne, devant l'avancée rapide des Alliés, pourrait être tentée d'emprunter le « corridor helvétique ». Ce réel danger se trouvait néanmoins amoindri par la possibilité pour les Allemands de faire transiter leurs troupes par le col du Brenner ou encore la ligne du Semmering, menant vers Udine.
Après la chute de Mussolini en juillet 1943, le gouvernement royal italien feint de rester fidèle à l'alliance allemande mais, le 3 septembre 1943, signe avec les Alliés l'armistice de Cassibile : l'Italie du Nord est alors occupée par la Wehrmacht. Un flot de réfugiés italiens, militaires de l'armée royale italienne et civils, franchissent la frontière du Tessin pour échapper à l'internement. Ils sont plus de 20 000 dès septembre, représentant le plus grand flux de réfugiés en Suisse pendant la guerre. À la demande de l'armée, ils sont considérés comme « réfugiés militaires » et hébergés dans des camps, principalement dans le canton de Berne. Par la suite, il s'y ajoute des réfugiés de la république partisane du Val d'Ossola (septembre-octobre 1944) également considérés comme « militaires » et relevant du Commissariat fédéral à l'internement. En tout, la Suisse reçoit 29 000 réfugiés italiens de statut militaire et 14 000 de statut civil, politiciens antifascistes ou menacés en raison de leurs origines juives mais aussi anciens dignitaires fascistes comme Edda Ciano, fille de Mussolini, Dino Alfieri et Giuseppe Bastianini. Les Suisses, qui avaient accueilli avec bienveillance les réfugiés polonais et français en 1940, sont beaucoup plus réservés envers les réfugiés italiens et s'inquiètent de les voir voler les emplois des nationaux. Cependant, un Comité suisse de secours ouvrier, destiné à leur protection, est fondé à Lugano en septembre 1943 sous la présidence du socialiste Guglielmo Canevascini (de). Celui-ci conclut un accord avec Heinrich Rothmund, chef de la Division de la police, pour permettre l'entrée en Suisse des réfugiés antifascistes recommandés par le Comité. En septembre-octobre 1944, le Comité fournit un soutien et même des livraisons d'armes à la république partisane du Val d'Ossola qui s'effondre cependant au bout de quelques semaines. D'autres secours sont envoyés aux réfugiés italiens par les œuvres humanitaires américaines, unitariens et quakers, et par les syndicats italo-américains.

### Derniers mois de guerre
À la suite du débarquement de Normandie en juin 1944 suivi en août du débarquement de Provence, de nouvelles questions stratégiques se posaient à la Suisse au fur et à mesure que l'Allemagne nazie cédait du terrain en France. En effet, la question de la hauteur à laquelle la résistance allemande allait se fixer ainsi que celle liée aux mesures d'internement des soldats allemands acculés à la frontière helvétique allaient certainement être lourde de conséquences dans la nouvelle configuration de l'échiquier européen. Dans son discours d'après-guerre, le général Guisan résumait ainsi : « Voici quelques questions que nous nous posions alors. Que va faire l'armée du général Blaskowitz, chargée de s'opposer au débarquement dans le Sud ? Va-t-elle être prise en tenaille avant d'arriver à notre frontière ? Sera-t-elle prise, au contraire en tenaille, en arrivant à cette frontière ? Si elle échappe à cette tenaille, sur quelle ligne se rétablira-t-elle et fera-t-elle front ? Si les combats se déroulent à proximité de notre frontière, quels risques pouvons-nous courir, soit lors de manœuvres de débordement de petite ou grande envergure, soit dans le cas de troupes refoulées sur notre territoire, qui éventuellement ne voudraient pas se laisser interner ? »
Face à la situation, le conseil fédéral accepta en août 1944 de mettre sur pied trois divisions et trois brigades légères ainsi qu'une quatrième et une cinquième division dès le mois de septembre, mobilisant ainsi l'ensemble des troupes frontières et forçant plusieurs contingents à sortir du réduit en prévision des conflits inévitables qui allaient se produire à la frontière. Bientôt les Alliés arrivèrent au nord du Jura pour atteindre le Rhin le 20 novembre 1944 et s'emparer de Huningue quinze jours plus tard. Si les Allemands  lancèrent une offensive surprise dans les Ardennes en décembre, les unités de la Wehrmacht et de la SS furent néanmoins contenues et repoussées par les Anglo-Américains, avant que ceux-ci effectuent la traversée du Rhin. La Ire armée française libre du général de Lattre de Tassigny, après avoir arrêté une dernière contre-offensive allemande lors de la bataille d'Alsace, verrouille la frontière à l'ouest du Rhin avant de passer le fleuve à son tour : elle prend Fribourg-en-Brisgau, Vieux-Brisach et enfin Constance le 26 avril, empêchant toute retraite allemande vers la Suisse. Ces souvenirs communs seront évoqués en 1947 lors d'une visite d'inspection du général de Lattre en Suisse, où il rencontre les généraux Guisan et Montmollin pour évoquer les perspectives de défense de l'armée suisse.
Au sud du pays, les premiers chars américains venant de Domodossola arrivèrent à la frontière le 28 avril 1945, quelques jours seulement avant que le Reich ne capitule le 7 mai.

## Aspects politiques

### Relations diplomatiques et économiques
Dès le début de la guerre, l'économie de la Suisse s'aligne sur ses deux voisins de l'Axe qui absorbent les deux-tiers de son commerce extérieur, alors qu'un dixième seulement de ses échanges sont réalisés avec les Alliés et le reste avec les pays neutres. Plus significatif encore, 84 % des exportations d'armes et de munitions depuis la Suisse le sont en direction de l'Axe, contre 8 % seulement pour les Alliés.
Les relations diplomatiques entre la Suisse et l'Allemagne sont souvent entachées de points de frottement pendant la période de la Seconde Guerre mondiale, en particulier à la suite de la décision prise dès septembre 1939 de ne pas reconnaître les nouveaux États ou régimes tout en conservant des relations diplomatiques avec ceux existants avant le début du conflit, tels que la Pologne, la Belgique et la Yougoslavie.
À la mort de Giuseppe Motta en janvier 1940, c'est le Vaudois Marcel Pilet-Golaz qui lui succède à la tête du Département politique, l'année même où il exerce la présidence de la Confédération. Il prononce, le 25 juin 1940, un discours radiophonique controversé dans lequel il préconise une nécessaire « adaptation » à la situation nouvelle et admet la fin de la guerre. Dans le même temps où il accorde un entretien privé aux responsables du Mouvement national, il ne remercie pas les militaires et l'Armée suisse pour leur travail et ne prononce pas les termes de démocratie ou de neutralité.

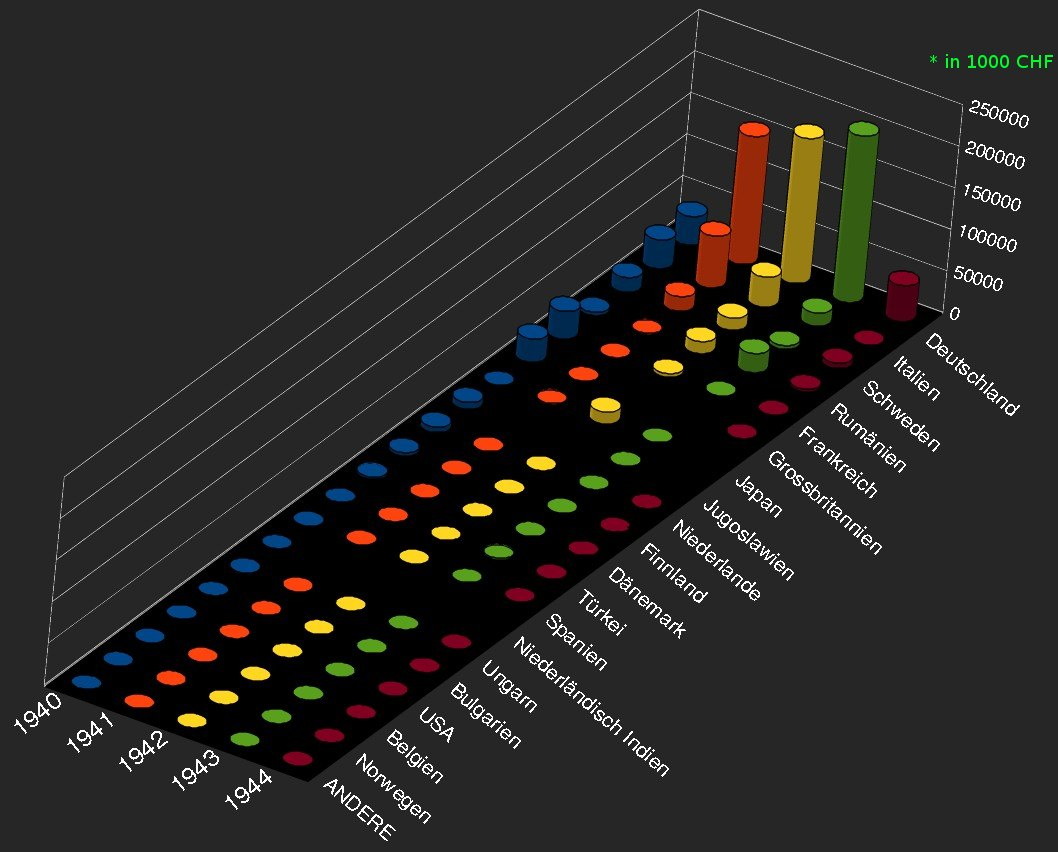
Exportations d'armes et de munitions entre 1940 et 1944 (en millier de CHF).

C'est principalement sur le plan de la politique monétaire que les relations entre la Suisse et l'Axe vont se développer et irriter les Alliés.
Avant la guerre, le franc suisse fait partie, avec le dollar américain, la livre sterling anglaise et l'or, des moyens de payements internationaux. Dès 1941, le franc suisse se retrouve comme seule monnaie stable non belligérante ; de plus, le gouvernement n'introduit pas de contrôle des changes et oblige la Banque nationale suisse à maintenir le franc à un niveau constant par rapport à l'or et aux principales monnaies.
L'Allemagne va ainsi acquérir, entre 1940 et 1945, du franc suisse auprès de la banque nationale en contrepartie de plus de 1,2 milliard en or, en provenance des réserves allemandes, mais également de l'or cédé dès 1940 par la Banque des Pays-Bas et la Banque de Belgique à la Reichsbank sous la pression des forces occupantes. À cet effet l'histoire de l'or de la banque nationale belge est édifiante et bien sombre.
En 1939, la Banque de Belgique confie une partie de sa réserve d'or à la Banque de France, lui demandant de la mettre en sûreté. Durant la bataille de France, fin mai 1940, la Belgique demande à la France de transférer son or à Bordeaux puis à Londres sur un croiseur britannique. La France transfère cet or sur un bateau français à destination de Dakar. Le 29 octobre 1940, la Banque de France s'engage à restituer cet or à la Belgique, mais le gouvernement collaborationniste de Pierre Laval l'envoie à Berlin qui le réquisitionne. La Reichsbank transfère ainsi aux banques Suisses l'or détourné, d'une valeur de 378,6 millions de francs suisses, sans en connaître l'origine, qui reçoivent en plus un autre dépôt de 153 millions de francs suisses directement revendu à des tiers inconnus. En 1945, lorsque la banque de France restituera à la Banque de Belgique l'équivalent de l'or confié et versé en Suisse par le régime nazi, les banques helvétiques déclareront ne disposer que de 160 millions de francs suisses de la somme détournée, la différence ayant été revendue pour les besoins d'opérations bancaires.
Enfin, les autorités fédérales acceptent, sous la pression des négociateurs allemands, de fournir des avances en matériel sous forme de crédit de compensation dont le montant va sans cesse croissant tout au long de la guerre pour atteindre 119 millions de francs lors de l'année 1943 où la Suisse va progressivement réduire ses exportations vers l'Allemagne sous la pression des Alliés.
En réaction à cet appui financier, la Grande-Bretagne, estimant le pays « inféodé » à l'Allemagne, va à trois reprises imposer un blocus qui aura pour effet de tarir totalement les importations de blé.

### Politique intérieure
| Année | Conseillers fédéraux | Conseillers fédéraux    | Conseillers fédéraux | Conseillers fédéraux | Conseillers fédéraux  | Conseillers fédéraux     | Conseillers fédéraux | Présidence         |
| Année | militaire            | finances et des douanes | économie publique    | justice et police    | département politique | postes et chemins de fer | intérieur            | Présidence         |
| ----- | -------------------- | ----------------------- | -------------------- | -------------------- | --------------------- | ------------------------ | -------------------- | ------------------ |
| 1939  | Rudolf Minger        | Ernst Wetter            | Hermann Obrecht      | Johannes Baumann     | Giuseppe Motta        | Marcel Pilet-Golaz       | Philipp Etter        | Philipp Etter      |
| 1940  | Rudolf Minger        | Ernst Wetter            | Hermann Obrecht      | Johannes Baumann     | Marcel Pilet-Golaz    | Enrico Celio             | Philipp Etter        | Marcel Pilet-Golaz |
| 1941  | Karl Kobelt          | Ernst Wetter            | Walther Stampfli     | Eduard von Steiger   | Marcel Pilet-Golaz    | Enrico Celio             | Philipp Etter        | Ernst Wetter       |
| 1942  | Karl Kobelt          | Ernst Wetter            | Walther Stampfli     | Eduard von Steiger   | Marcel Pilet-Golaz    | Enrico Celio             | Philipp Etter        | Philipp Etter      |
| 1943  | Karl Kobelt          | Ernst Wetter            | Walther Stampfli     | Eduard von Steiger   | Marcel Pilet-Golaz    | Enrico Celio             | Philipp Etter        | Enrico Celio       |
| 1944  | Karl Kobelt          | Ernst Nobs              | Walther Stampfli     | Eduard von Steiger   | Marcel Pilet-Golaz    | Enrico Celio             | Philipp Etter        | Walther Stampfli   |
| 1945  | Karl Kobelt          | Ernst Nobs              | Walther Stampfli     | Eduard von Steiger   | Max Petitpierre       | Enrico Celio             | Philipp Etter        | Eduard von Steiger |

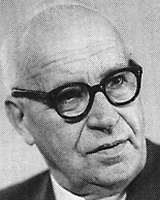
Portrait d'Ernst Nobs

Dès juillet 1940, d'anciens mouvements fascistes ressurgissent alors que de nouveaux se créent comme la Ligue du Gothard fondée au mois de juin ; tous proposent différentes révisions des institutions sur le modèle national-socialiste tout en préconisant un rapprochement avec l'Allemagne. Le général Guisan lui-même va, le 9 novembre 1940, proposer au gouvernement d'envoyer un émissaire à Berlin pour négocier. Devant les réactions très critiques de la presse et des partis politiques, le Conseil fédéral réagit en interdisant le Mouvement national suisse et le Parti communiste suisse et étend la peine de mort, alors réservée au Code pénal militaire, au service actif : 17 personnes sur 33 condamnées sont ainsi exécutées pour trahison.
En 1943, les élections fédérales voient une forte progression des socialistes, alors figures de l'opposition car ne faisant pas partie du gouvernement fédéral. La majorité de l'Assemblée fédérale va élargir le système de concordance à la gauche en élisant en décembre Ernst Nobs comme premier membre socialiste du Conseil fédéral. Également dans cet esprit d'« unité nationale », un corps volontaire non-combattant de 20 000 femmes est mis sur pied dès février 1940 par les autorités fédérales qui donnent ainsi pour la première fois une charge officielle aux femmes ; cette première reconnaissance d'une forme d'égalité va pousser les premiers mouvements féministes à réclamer (sans succès) des droits politiques. Une première proposition de loi échoue en décembre 1945 devant l'Assemblée fédérale.

### Politique économique et sociale

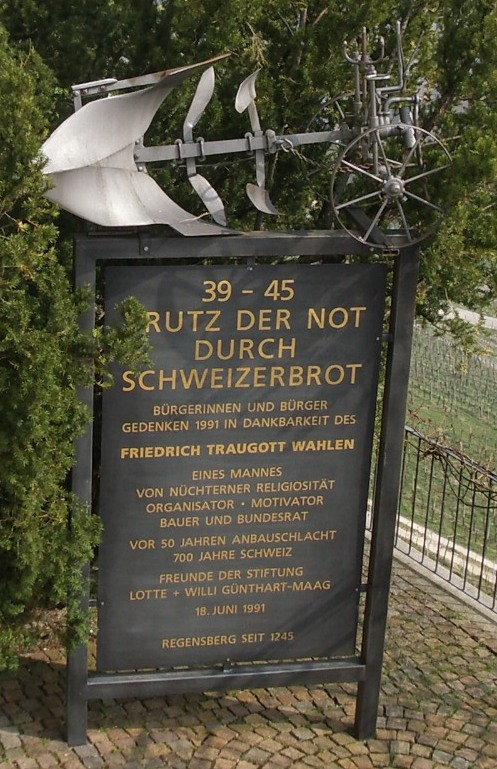
Monument à Regensberg en mémoire du plan Wahlen.

Sur le plan économique et social, les autorités veillent à ne pas répéter les erreurs de la Première Guerre mondiale. Les bases juridiques de l'économie de guerre sont en place dès 1938 : le rationnement progressif des biens de consommation est mis en place en septembre de la même année, couplé avec la constitution de stocks de céréales et l'invitation faite aux citoyens de constituer des réserves pour deux mois, un régime d'indemnité pour perte de gain voit le jour en décembre. Malgré des mesures visant à contrôler les prix, la presse et les syndicats s'en prennent aux paysans qui sont accusés de s'enrichir grâce au marché noir alors que, dès 1940, on assiste à une pénurie de main d'œuvre poussant certaines femmes à travailler, en particulier dans l'agriculture.
De toutes les initiatives prises par le gouvernement pour assurer une mobilisation économique et psychologique de l'intérieur du pays, c'est certainement le plan Wahlen qui tient un rôle primordial : du nom de l'agronome Friedrich Traugott Wahlen préposé à l'extension des cultures, ce plan d'extension des cultures et d'augmentation de la production agricole devait permettre au pays d'assurer son autarcie alimentaire durant la période de la guerre. « On désempierra, on assainit, on draina ; on rasa tous les boqueteaux, les buissons et les taillis, quitte à priver le pays d'une grande partie de son charme ». Les jardins potagers se multiplient dans les banlieues alors que les parcs publics et les terrains de sport sont plantés de pommes de terre.
Bien que le plan ait permis d'augmenter la surface cultivée de 183 000 à 352 000 hectares, il reste encore en deçà des 500 000 hectares initialement prévus. Le niveau d'auto-ravitaillement du pays passe de 52 % au début de la guerre à 59 % en 1945.
Le tournant de la guerre en 1942-1943 ravive les questions politiques et sociales, jusqu'alors mises en sommeil devant le « totalitarisme helvétique », et relance le jeu politique : cinq initiatives populaires sont déposées en 1942 et 1943 en Suisse : sur la protection de la famille (dont le contre-projet proposé par le gouvernement est accepté par 76,3 % des votants le 25 novembre 1945), sur l'assurance vieillesse (acceptée par plus de 80 % des votants le 6 juillet 1947), sur le droit au travail (refusée à plus de 80% le 8 décembre 1946), sur les droits du travail (rejetée le 18 mai 1947) et enfin sur la mise en place de mesures contre la spéculation.
Dès décembre 1942, le Parti socialiste suisse publie son nouveau programme, intitulé « La Suisse nouvelle » et qui prône un régime d'économie mixte dans lequel les banques et les grandes industries sont nationalisées tout en conservant les notions de propriété privée et d'économie de marché. En réplique, le Parti radical présente son propre programme très orienté sur les mesures sociales en avril 1943, alors que le Parti catholique-conservateur préfère combattre directement les propositions socialistes jugées irréalistes.

## Controverses

### Neutralité
Le Congrès de Vienne (1814-1815) avait reconnu internationalement la neutralité perpétuelle de la Suisse. Néanmoins, à la veille de la Seconde Guerre mondiale, le 31 août 1939, le Conseil fédéral publie une déclaration de neutralité et d’inviolabilité du territoire suisse (comme le gouvernement suisse l'avait fait au début de la Première Guerre mondiale) et se prépare à la guerre : c'est le principe de "neutralité armée".
Après l’armistice signé le 22 juin 1940 entre la France et le Troisième Reich, les territoires dominés par les forces de l’Axe coupent complètement la Suisse des Alliés. Dès lors, le Conseil fédéral et le commandement de l’armée suisse craignent une attaque conjointe des armées allemande et italienne, en dépit de la neutralité suisse.
En outre, entre 1941 et 1944, malgré sa neutralité, la Suisse fait l'objet d'une énorme pression économique de la part du Troisième Reich, afin de permettre l'approvisionnement de la Suisse en denrées alimentaires et matières premières (notamment charbon, fer, mazout, sucre, semences et engrais), le gouvernement suisse doit consentir un crédit considérable à l’Allemagne et lui fournir bétail, fruits et produits laitiers. De même, entre 1941 et la conclusion de l’armistice entre l’Italie et les Alliés (septembre 1943), la Suisse fait face à des exigences importantes du gouvernement italien : afin de bénéficier des ports italiens pour ses importations et exportations et d'obtenir le mazout nécessaire pour couvrir la moitié de ses besoins, la Suisse doit ouvrir des crédits élevés à l'Italie.
Conformément aux dispositions de la Ve Convention de La Haye du 18 octobre 1907, un État neutre a le droit d'exporter des armes et des munitions, ou d'en permettre le transit sur son territoire, pour le compte d’un belligérant (art. 7) ; mais si cet État applique des mesures restrictives en matière d’exportation ou de transit d’armes et de munitions, il est tenu d’appliquer ces mesures uniformément à tous les belligérants (art. 9). Ainsi, la Suisse avait le droit d'effectuer des transactions économiques avec les belligérants, mais devait traiter ceux-ci de manière égale. Or, la Suisse ne s’est pas strictement conformée à ses obligations: elle a accordé des crédits considérables à l'Allemagne et à l’Italie pour des livraisons de matériel sensible, a toléré des inégalités de traitement entre les belligérants de la part d'entreprises suisses et n’a pas contrôlé suffisamment le trafic de transit entre l'Allemagne et l’Italie, alors que l’art. 2 de la Ve Convention de La Haye de 1907 interdit aux belligérants de faire passer troupes, munitions ou approvisionnements à travers le territoire d’un État neutre.
Les Britanniques refusaient de fournir à la Suisse des matières premières servant à fabriquer des produits industriels qui seraient exportés vers un pays de l’Axe. En conséquence, à la suite des négociations économiques entre la Suisse et l’Allemagne de l’été 1941, la Grande-Bretagne met en place un blocus (en particulier sur le coton, la laine, le caoutchouc, les huiles et graisses techniques, le fer, l’acier et les matières chimiques de base), blocus que Britanniques et Américains renforcent en 1943 (céréales panifiables, graisses alimentaires, sucre, cacao, café, thé, tabac). Par ailleurs, la Grande-Bretagne et les Etats-Unis usent d’intimidation envers les entreprises suisses qui exportent du matériel de guerre en Allemagne: ils les placent sur des listes noires interdisant tout échange commercial avec les Alliés. Finalement, au début de 1945, les Alliés obtiennent du Conseil fédéral un accord (signé le 8 mars 1945) selon lequel la Suisse va restreindre l'exportation de marchandises en Allemagne, en particulier toute marchandise ayant un intérêt militaire, afin d'aider les Alliés à abréger la guerre.
Du point de vue militaire, tant les Allemands que les Alliés violèrent à plusieurs reprises pendant la guerre l'espace aérien suisse, incidents qui ont provoqué quelques morts. Parmi ces incidents, on relèvera les « erreurs » de Bâle, Courrendlin, Genève, Renens, Schaffhouse et Zurich, ainsi que divers combats entre avions suisses et allemands. 
Bien que ces faits soient pratiquement méconnus, la Suisse a été bombardée. Du côté sud de la Suisse, à la suite d'une erreur de navigation lors de la nuit du 11 au 12 juin 1940, la gare de Renens est bombardée par erreur par des bombardiers anglais de retour d'une mission sur les usines Fiat de Turin. Ces mêmes bombardiers, toujours par erreur, largueront aussi quelques bombes sur Genève (Geneva), confondue avec Gênes (Genoa). On fera alors état de 2 morts et 8 blessés à Renens, ainsi que 4 morts à Genève. Du côté nord, le sujet fait toujours débat car on est incertain du niveau de préméditation des bombardements de Bâle, Schaffhouse et Zurich. Certains pensent que c'étaient de parfaites erreurs, tandis que d'autres estiment que ces attaques visaient à affaiblir les exportations de matériel vers l'Allemagne. On rappellera cependant que, vers le début de la guerre, Churchill ironisait à propos du statut neutre de la Suisse qu'il jugeait obsolète.
Du côté des Allemands, on constatera un bombardement par erreur de Courrendlin, alors dans le canton de Berne (dans le canton du Jura depuis sa création, le 1er janvier 1979), par un avion allemand égaré. Puis on constatera plusieurs accrochages entre appareils suisses et allemands lors de l'année 1940.
La Suisse a également interné des aviateurs alliés tombés sur son territoire dans des conditions très dures au camp disciplinaire de Wauwilermoos.
La Suisse servit par ailleurs de base à des espions britanniques, américains et allemands pendant cette époque. Les services secrets suisses, via le colonel-brigadier Roger Masson, Chef du service de renseignements de l'armée suisse (1936-1946), utilisaient également les services de renseignement clandestins du Saint-Gallois Hans Hausamann pour relayer les informations du front de l'Est à Londres. Roger Masson fut aussi en relation avec le SS-Brigadeführer Walter Schellenberg, responsable du SD allemand.
Dès la fin de la Seconde Guerre mondiale, comme les Alliés jugeaient sévèrement la politique suisse envers les puissances de l'Axe, le Conseil fédéral envisagea la publication d'un «livre blanc» justifiant, grâce au rôle humanitaire de la Suisse, la politique de neutralité suivie pendant la guerre, mais le projet sera abandonné en 1948. Cependant, en 1961, dans le cadre de la publication des archives allemandes (Akten zur deutschen Auswärtigen Politik), est révélé un accord secret passé en 1939-1940 entre les commandements militaires suisse et français prévoyant l'assistance de l'armée française en cas d'attaque allemande en Suisse, accord qui faisait partie des documents découverts par les Allemands lors de l'invasion de la France en 1940 (Affaire de La Charité-sur-Loire). Cela décide le Conseil fédéral à mandater le professeur Edgar Bonjour pour étudier le respect de la neutralité suisse entre 1939 et 1945. En raison des pressions de l'opinion publique, le Conseil fédéral autorisa la publication du rapport Bonjour sur la neutralité pendant la guerre, rapport qui constitua les trois derniers volumes de son ouvrage monumental en six volumes sur l'histoire de la neutralité suisse (publié entre 1965 et 1970).
En 1989, année du cinquantième anniversaire de la mobilisation, le thème des liens économiques entre les entreprises suisses et les puissances de l'Axe pendant la Seconde Guerre mondiale surgit à nouveau et ne quitta plus le devant de la scène jusqu'à la publication des rapports de la Commission indépendante d'experts Suisse - Seconde Guerre mondiale (CIE), dirigée par le professeur Jean-François Bergier (Commission Bergier) en 2001-2002, notamment les rapports sur les relations économiques et financières entre la Suisse et l'étranger.

### Question juive

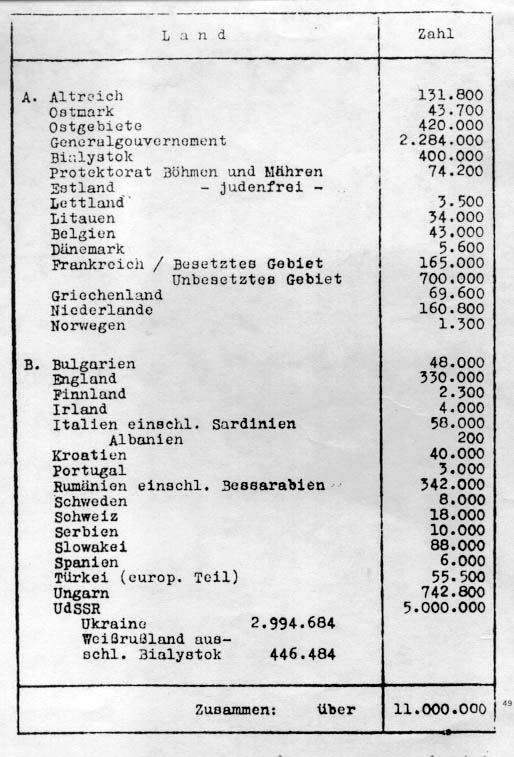
Liste des objectifs de la conférence de Wannsee

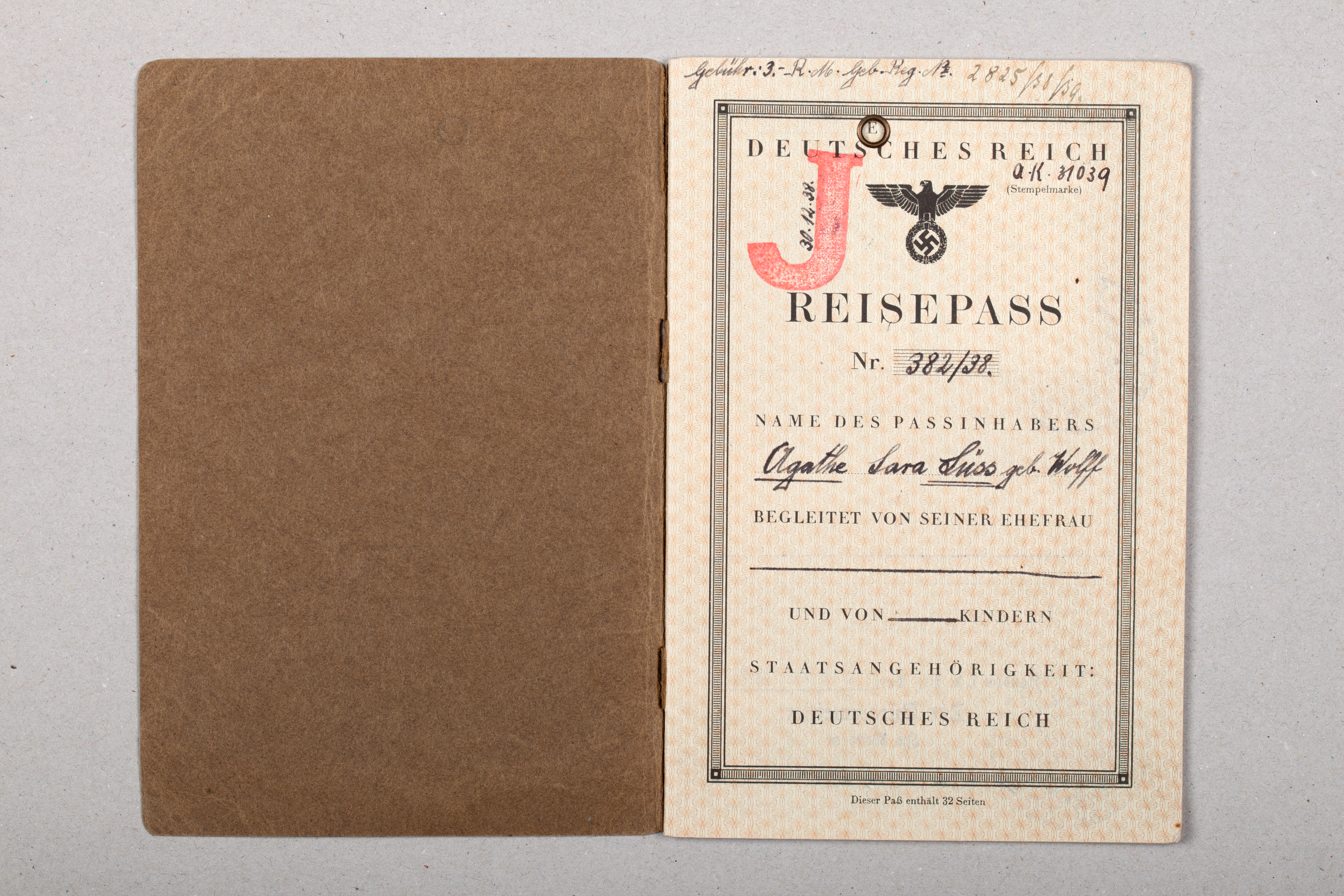
Passeport de Agatha Süss marqué avec un J, dans la collection du musée juif de Suisse.

Si, pendant plusieurs années, l'opinion publique a apprécié le comportement de la Suisse pendant la guerre à la suite de l'hébergement de réfugiés civils et d'internés militaires français, polonais puis italiens, ainsi qu'à l'accueil pour quelques mois par an de près de 150 000 enfants venant principalement de France, des critiques se font rapidement entendre : on découvre tout d'abord que c'est à la suite d'une démarche des autorités suisses que la lettre « J » a été apposée sur le passeport des juifs allemands dès 1938, afin de faciliter le filtrage des Allemands fuyant le IIIe Reich (procéddé repris ensuite par la Suède), ; c'est ensuite des États-Unis et du Congrès juif mondial que viennent de nouvelles accusations selon lesquelles la Suisse aurait, par son aide économique, « prolongé la guerre ». Les critiques les plus virulentes s'adressent toutefois dès 1995 aux banques qui conserveraient des avoirs juifs en déshérence.
Au cours de négociations avec les SS, Rudolf Kastner et le comité d'aide et de secours de Budapest font admettre en Suisse deux trains de réfugiés juifs hongrois en août et décembre 1944.
En décembre 1996, une commission appelée officiellement Commission Indépendante d'Experts et familièrement « commission Bergier », du nom de son président Jean-François Bergier, est nommée par l'Assemblée fédérale pour « examiner sous l'angle historique et juridique l'étendue et le sort des biens placés en Suisse avant, pendant et immédiatement après la Seconde Guerre mondiale » ; la commission va publier une vingtaine de rapports pendant les quatre ans que durent ses travaux. Son rapport final (appelé « Rapport Bergier ») est rendu public le 19 décembre 2001 et marque la dissolution de la commission.
La commission s'est penchée sur l'attitude de la Suisse et de ses officiels pendant la Seconde Guerre mondiale à propos des fonds en déshérence, des transactions d'or et de la provenance de celui-ci, et enfin de la politique d'accueil ou de refoulement à l'égard des réfugiés qui ont cherché à s'abriter en Suisse ; elle conclut en particulier que la politique des autorités suisses avait contribué à la réalisation de l'Holocauste. La publication de ce rapport, ainsi que le travail de la commission, ont été vivement critiqués, en particulier par le mouvement « histoire vécue », composé de personnes ayant vécu la guerre et qui dénonce l'« obsession de la culpabilité et du soupçon » dont fait preuve la commission dans ses travaux.
Comme effet secondaire des travaux de la commission et à la suite des recherches menées par la commission Volker dont le rôle est d'identifier les comptes dormants, les banques suisses doivent conclure en 1998 un accord global avec les plaignants aux termes duquel elles payent près de 1,25 milliard de dollars à titre de dédommagement pour rembourser les fonds juifs en déshérence, alors que le rapport Volcker évalue après coup ces fonds à un peu moins de 270 millions de dollars sur un peu moins de 54 000 comptes.
Le 10 février 2013, Serge Klarsfeld annonce que la Suisse aurait, d'après lui, refoulé non pas 25 000 Juifs mais « un peu moins de 3 000 » et en aurait accepté 30 000. Il remet en cause les chiffres (incomplets) du rapport de la Commission Bergier concernant les personnes refoulées par les autorités suisses durant la Seconde Guerre mondiale.

## Bilan
Si au début du conflit, la mobilisation de l'armée est principalement marquée par des lacunes matérielles, celles-ci seront essentiellement comblées par la suite dans le domaine de la fortification, plus particulièrement avec la mise en place du réduit. Cette défense basée sur une « tactique du hérisson » comprenait pas moins de 68 ouvrages d'artillerie, 10 batteries de casemates non armées, 1 410 ouvrages et positions d'artillerie, 1 545 positions d'infanterie et d'artillerie non armées, 995 abris, postes d'observation et postes de commandements, 3 263 barrages antichars, 1 500 kilomètres de barbelés. À ces chiffres on peut ajouter un armement comprenant 140 pièces entre 15 cm et 10,5, 180 pièces entre 8,5 cm et 23 cm avec une large dotation en lance-mines et canons antichars pour l'infanterie, qui disposait de près de 3 000 mitrailleuses lourdes et 1 800 mitrailleuses légères.

### Filmographie

#### Documentaire
- 2020 : La Neutralité suisse l'art de la prospérité de Philippe Saada

#### Série
- 2021 : Le Prix de la paix de Petra Volpe